# Momias guanches

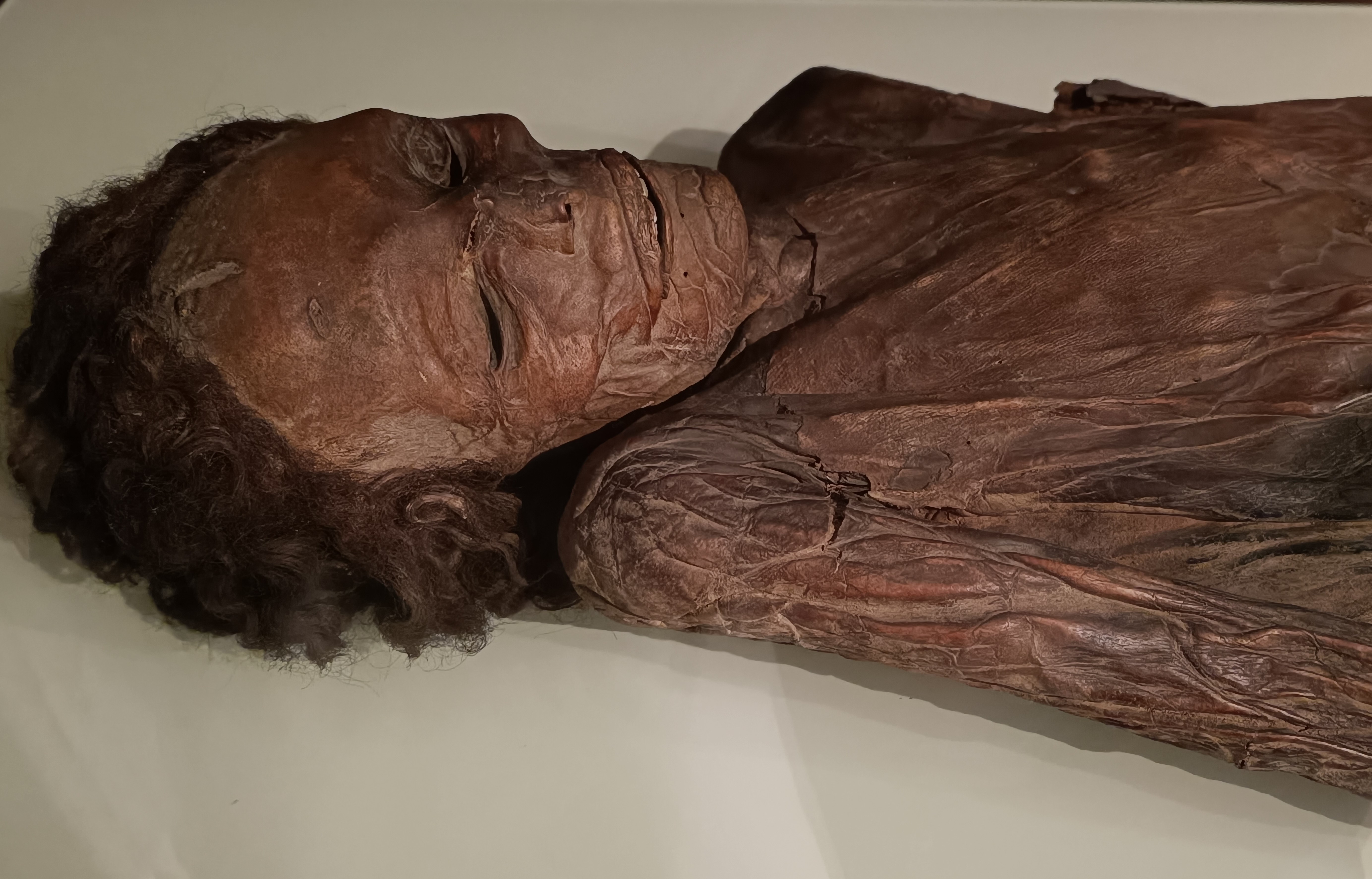
Momia guanche del Museo Arqueológico Nacional, en Madrid

Las momias guanches son los restos desecados intencionalmente de los miembros aborígenes guanches, antiguos habitantes de Tenerife —también siendo conocidos así los aborígenes canarios—. Se hacían durante las épocas anteriores a la conquista del archipiélago por parte de la Corona de Castilla en el siglo XV. Los métodos de embalsamamiento eran similares a los utilizados en el Antiguo Egipto, aunque quedan pocas momias guanches debido al saqueo y la profanación.

## Registro arqueológico

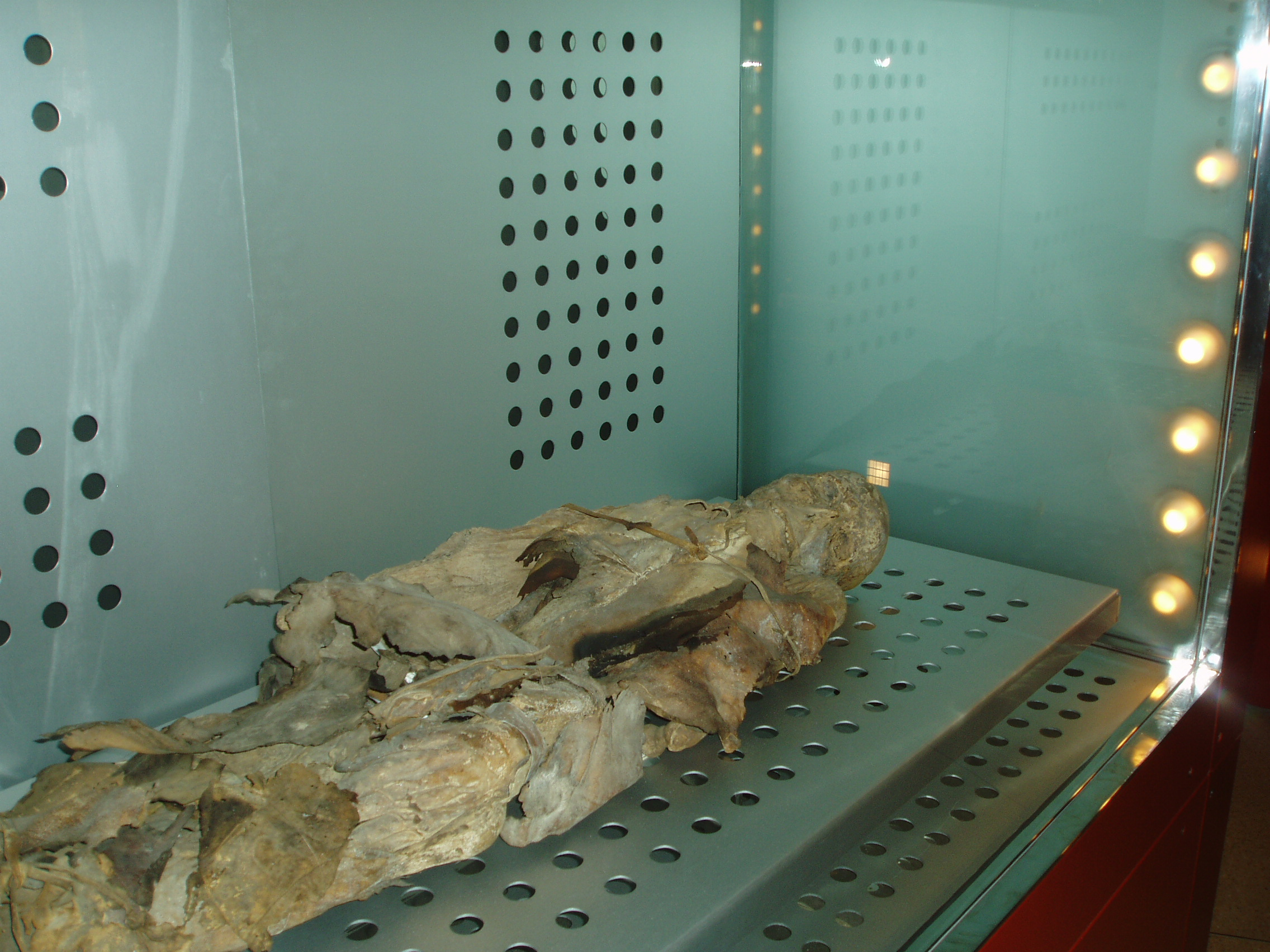
Momia de San Andrés en el Museo de la Naturaleza y la Arqueología

La momificación en Canarias durante el período guanche se concentró en Tenerife. En Gran Canaria existe en la actualidad un debate sobre la auténtica naturaleza de las momias de los antiguos habitantes de la isla, pues investigadores señalan que no existió una verdadera intencionalidad de momificar al difunto y que la buena conservación de algunas de ellas se debe más bien a factores ambientales. En La Palma se conservaban por estos factores ambientales y en La Gomera y El Hierro no está constatada la existencia de la momificación. En Lanzarote y Fuerteventura se descarta esta práctica. 
Las momias mejor conservadas y, por lo tanto, las más estudiadas, se encuentran en Tenerife. En 1933, se descubrió en el municipio de San Miguel de Abona la necrópolis guanche de Uchova. Se estima que el cementerio contenía entre sesenta y setenta y cuatro momias antes de que fuera saqueado casi por completo.
El examen físico de las momias guanches de Tenerife descubrió que eran relativamente altas. En promedio, los varones medían 1,70 m y las féminas 1,57 m de altura. También eran, generalmente, de constitución robusta. Los restos momificados más antiguos de Canarias se encontraron en la isla tinerfeña y datan del siglo III d. C.

## Registro histórico

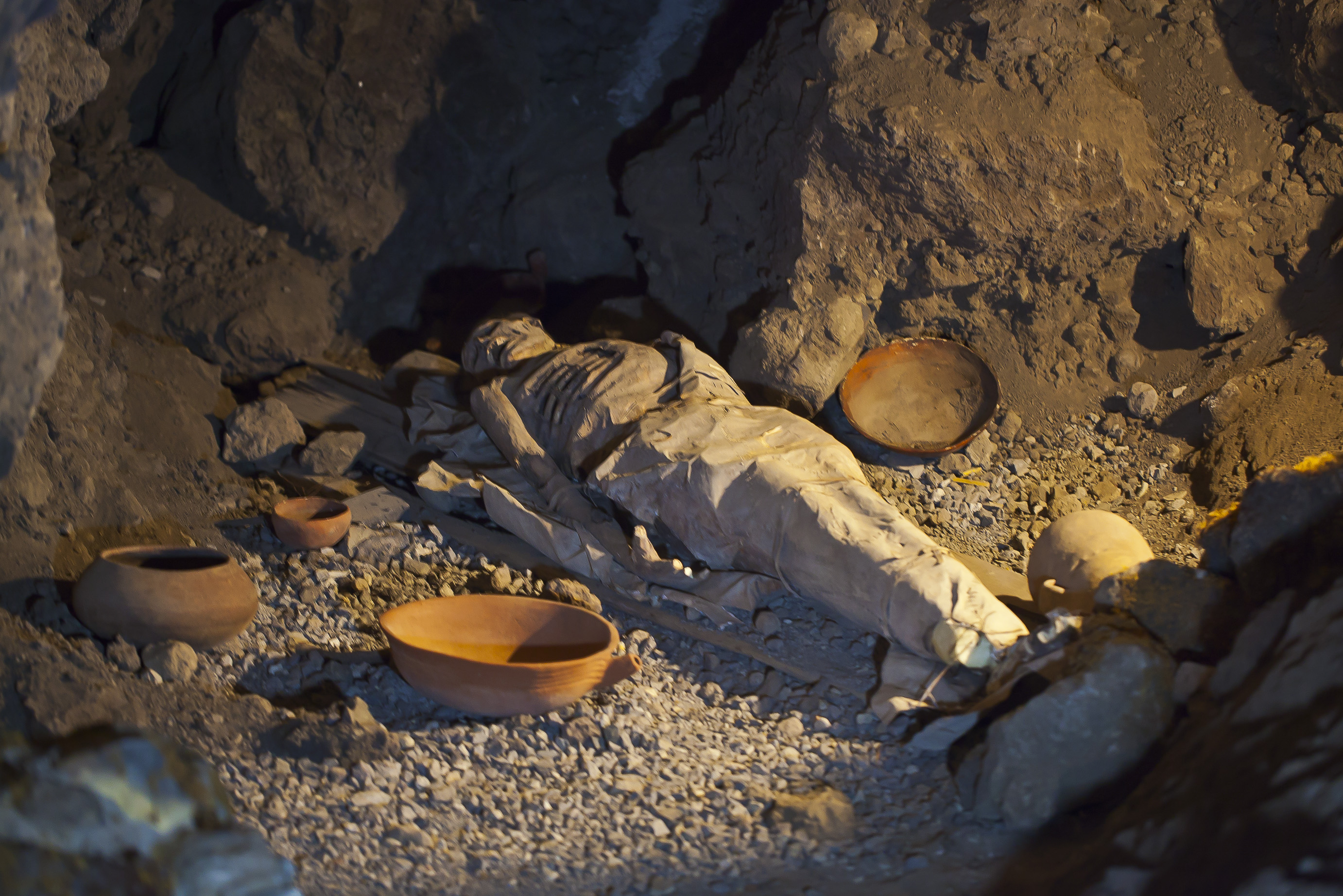
Réplica de una momia guanche en la gruta del Parque del Drago, en Icod de los Vinos

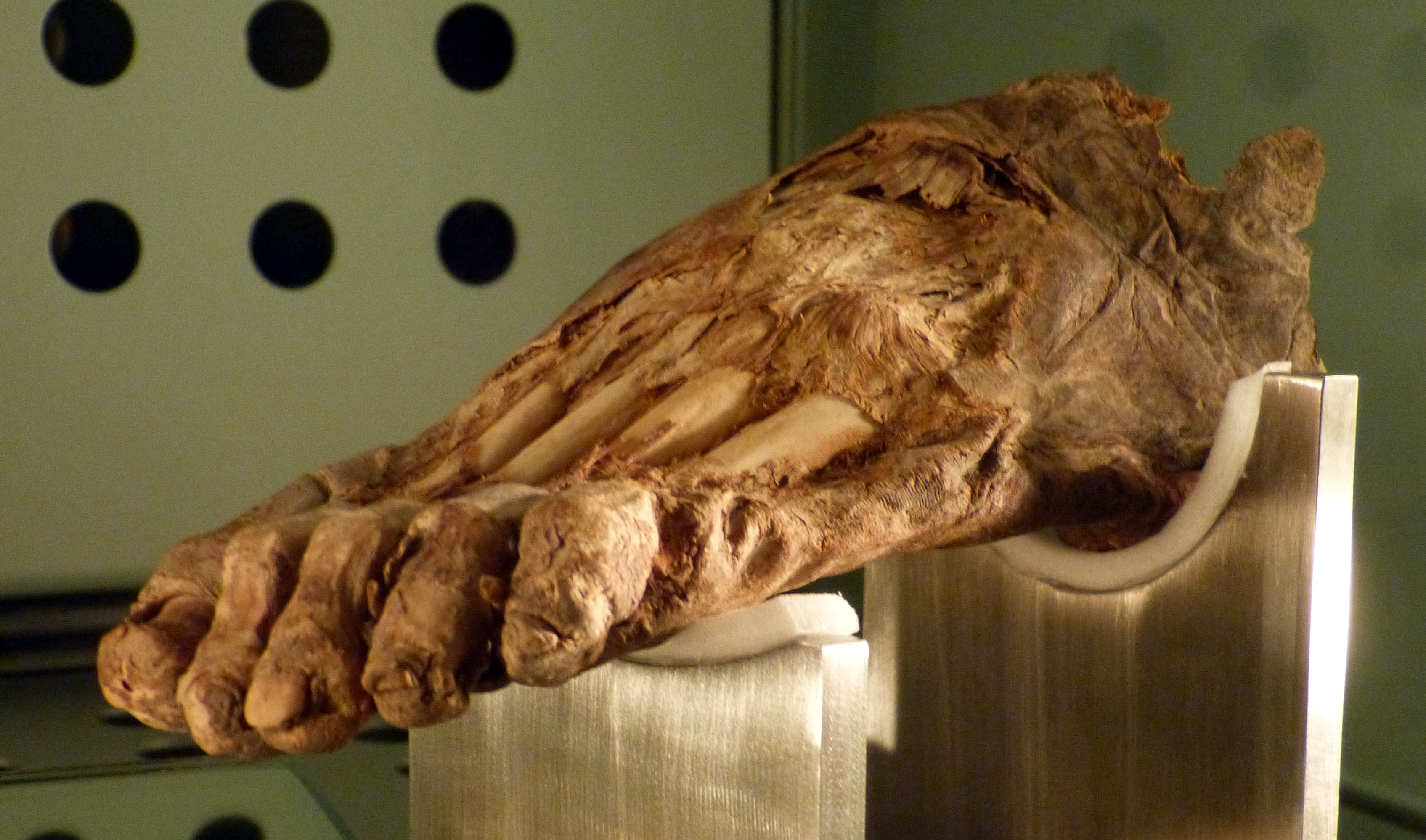
Pie de una momia guanche en el Museo de la Naturaleza y la Arqueología

Los exploradores medievales españoles que llegaron a las islas durante el siglo XIV informaron que los guanches enterraban a individuos de bajo estatus social en tumbas arenosas, mientras que los miembros de la clase alta eran momificados y recluidos en cuevas aisladas. Una de estas cuevas mortuorias podía contener hasta mil momias, sin embargo, muchas de ellas han desaparecido y, actualmente, quedan completas apenas las de veinte individuos. La gran pérdida de momias se atribuye generalmente a la popularidad de mummia, una sustancia farmacéutica creada a partir de momias pulverizadas.
La momificación era realizada por grupos de hombres y mujeres guanches, y el proceso se llevaba a cabo de acuerdo con el sexo del difunto. Debido a la naturaleza del trabajo, la cultura guanche consideraba a estos individuos como impuros.

## Proceso de momificación
Si bien los primeros exploradores informaron sobre varias tradiciones asociadas con la momificación guanche, se han descubierto tres métodos a través del análisis científico: desentrañamiento (también llamado evisceración), conservación y relleno. Estos métodos se han utilizado en varias combinaciones diferentes según la época en que se creó la momia.
En 1876, Gregorio Chil y Naranjo descubrió varias incisiones en algunas momias que, según especuló, podrían haberse usado para extirpar los órganos internos. Casi un siglo después, en 1969, Don Brothwell, junto con otros científicos, realizó un examen patológico de una momia guanche. El examen reveló que el cuerpo había sido eviscerado; la cavidad abdominal y el tórax habían sido empacadas con una sustancia similar a un lodo que contenía cortezas de Pino canario. También se aplicó subcutáneamente un tipo de embalaje, pero se desconoce la composición exacta de esta sustancia de embalsamamiento.
Un estudio realizado en 1991 por Patrick Horne sobre una momia conservada en el Museo Redpath, perteneciente a la Universidad McGill, en Montreal (Canadá), reveló que el musgo se había utilizado para rellenar la cavidad abdominal vacía. Además del musgo, también había otros tipos de plantas locales que se habían conservado dentro del cuerpo como embalaje.
La conservación de las partes externas del cuerpo se lograba normalmente mediante una combinación de resinas y envolturas de piel de animales. Las resinas se preparaban con una mezcla de minerales, plantas y grasas. Estos se extendían por todo el cuerpo antes de que se secara, ya fuera al sol o ahumado. Finalmente, el difunto se envolvía en pieles de animales y se dejaba reposar. El número de pieles de animales que se usaban para envolver al difunto correspondían con el estatus social de la persona, por lo que los reyes fueron envueltos con hasta quince pieles.

## Momias relevantes

### Momia guanche de Madrid
La momia guanche de Madrid o momia guanche del Barranco de Herques se encuentra en el Museo Arqueológico Nacional, con sede en Madrid. Corresponde a un individuo de sexo masculino de entre 35 y 40 años y se trata, según los especialistas, de la momia guanche mejor conservada del mundo. El sujeto posee toda su dentadura, sin desgastes ni caries; por otro lado, tiene rasgos negroides y sus manos no reflejan que hubiera realizado trabajos físicos duros. La tomografía axial computarizada (TAC) que se le realizó desveló que no se le extrajeron las vísceras para momificarlo y que de hecho, conserva el cerebro.
Fue encontrada en el barranco de Herques, al sur de Tenerife, entre los municipios de Fasnia y Güímar. Llegó a Madrid en el siglo XVIII como regalo al rey Carlos III; inicialmente estuvo en la Real Biblioteca del Palacio Real de Madrid, hasta que el 3 de octubre de 1776 se trasladó al Real Gabinete de Historia Natural. Participó en la Exposición Universal de París de 1878. En 1895 pasó al Museo del doctor Velasco —posteriormente conocido como Museo Nacional de Antropología—, desde donde fue trasladada en diciembre de 2015 al Museo Arqueológico.

### Momia de San Andrés

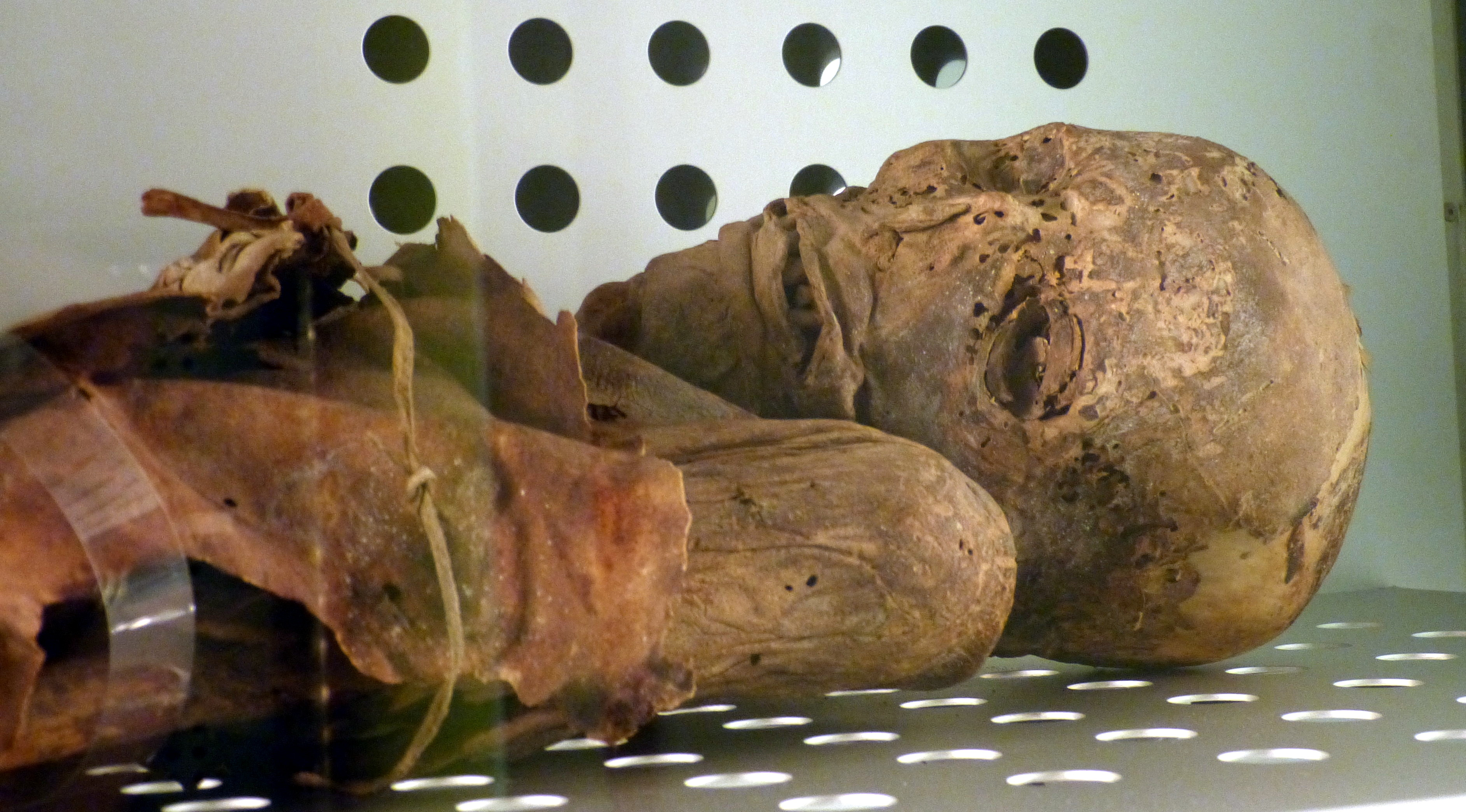
Momia de San Andrés

Se trata de un hombre de unos 25 a 30 años cubierto parcialmente con piel de cabra con seis tiras que lo rodean. La momia fue encontrada en la cueva de un barranco a las afueras de la localidad de San Andrés, en Santa Cruz de Tenerife. Se cree que pudo ser un Mencey —rey aborigen de la isla de Tenerife— o un personaje destacado en la sociedad guanche de la época. Tras su descubrimiento fue expuesta en el Museo Municipal de Santa Cruz de Tenerife, hasta que, en 1958 pasó a formar parte de las colecciones del Museo de la Naturaleza y la Arqueología (MUNA), donde se encuentra actualmente.

### Momias guanches de Necochea

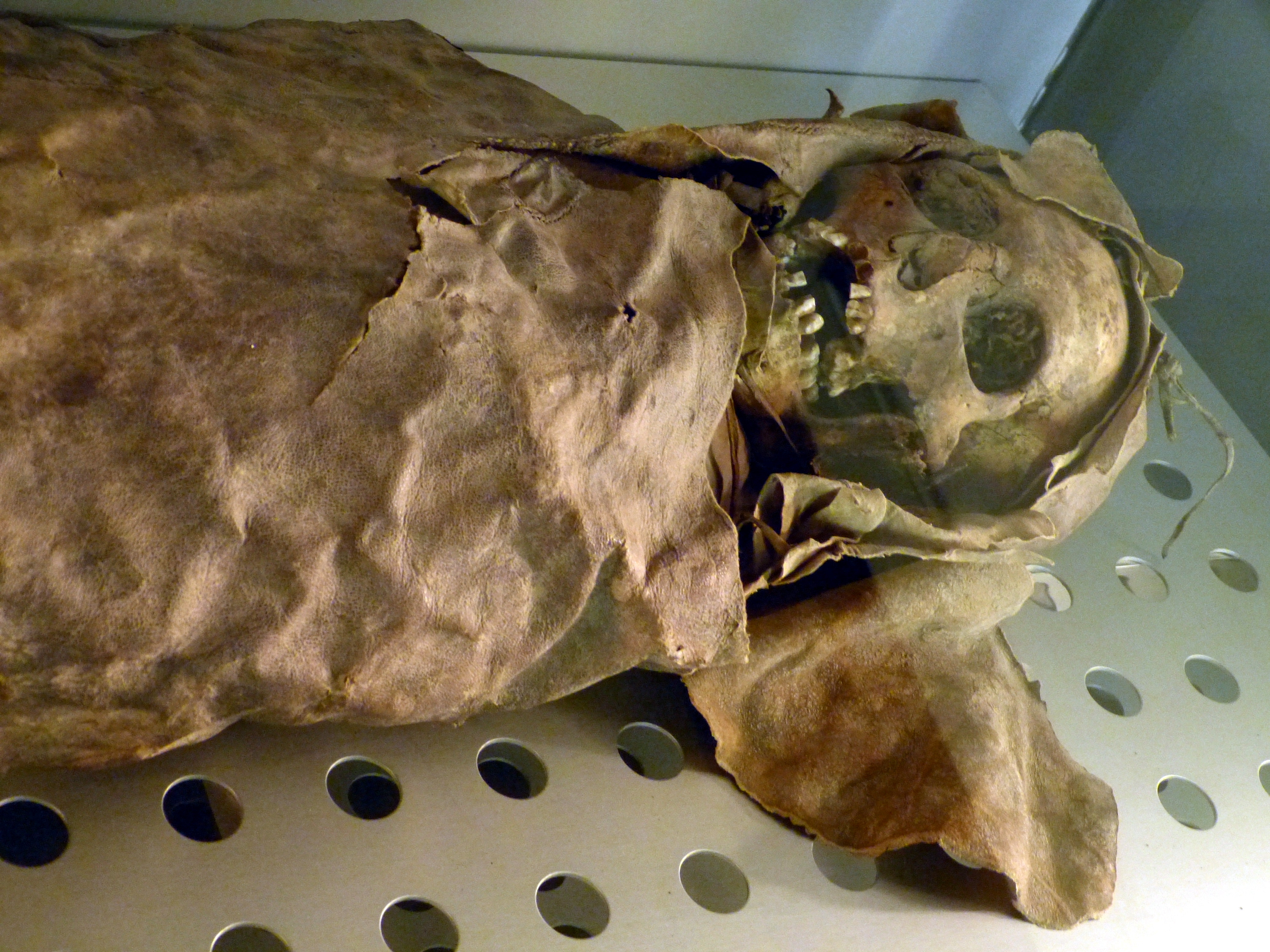
Momia femenina de Necochea

Son dos momias que se encuentran expuestas en el Museo de la Naturaleza y la Arqueología de Santa Cruz. Reciben esta denominación debido a que estuvieron depositadas hasta el año 2003 en el Museo Municipal de Ciencias Naturales de Necochea, en la provincia argentina de Buenos Aires. Se trata de una pareja de individuos de sexo femenino y masculino de entre 20 y 30 años; ambas están envueltas en mantos de cuero unido por prolijas costuras.
En el siglo XIX, fueron vendidos por sus herederos tras su fallecimiento al Museo de La Plata, lugar al que llegaron a través de un coleccionista. En 1995 tuvo lugar un congreso mundial sobre momias en Cartagena de Indias (Colombia), durante el cual, la arqueóloga Paula Novelino presentó varias fotos de las dos momias guanches, por lo que investigadores de Tenerife presentes en la asamblea confirmaron que eran restos oriundos de esa isla. El Cabildo de Tenerife solicitó su repatriación y finalmente en 2003, las dos momias regresaron a la isla, siendo expuestas desde entonces en el Museo de la Naturaleza y la Arqueología.